# Puntos publicitarios fraudulentos
Los PPF (acrónimo de Puntos Publicitarios Fraudulentos) son directorios publicitarios cuya única finalidad es la captación de clics para cobrar por la publicidad, principalmente a través de AdSense.
La empresa más conocida de este tipo es sedo. quien dice tener más de 350.000 usuarios registrados.
Últimamente empiezan a surgir iniciativas para evitar este tipo de publicidad que, si no se combate eficazmente, a la larga acabará tambaleando el sistema de publicidad en línea